# San Marino na Letnich Igrzyskach Olimpijskich Młodzieży 2010
San Marino na Letnich Igrzyskach Olimpijskich Młodzieży 2010 w Singapurze reprezentowało 4 sportowców w 4 dyscyplinach.

## Skład kadry

### Judo
- Paolo Persoglia

### Łucznictwo
- Elia Andruccioli

### Tenis stołowy
- Letizia Giradi

### Żeglarstwo
- Matilde Simoncini